# سيباستيان (موسيقي)
سيباستيان (بالإنجليزية: Sebastian)‏ هو موسيقي أمريكي، ولد في 1 سبتمبر 1977 في نورفولك في الولايات المتحدة.

## وصلات خارجية
- سيباستيان على موقع IMDb (الإنجليزية)
- سيباستيان على موقع ميوزك برينز (الإنجليزية)
- سيباستيان على موقع أول ميوزيك (الإنجليزية)
- سيباستيان على موقع ديسكوغز (الإنجليزية)